# SHAA
SHAA，日文名（或者、西。3月28日—），日本的漫畫家和插畫家。畢業於日本立正大學。

## 作品一覽

### 漫畫
- 萌犬調教守則DOG's（尖端出版社，已出版一集）
- CLANNAD（電擊G's magazine连载完毕）

### 小說插畫
- 乃木坂春香的秘密（台灣角川，五十嵐雄策著）
- 撲殺天使朵庫蘿（等人著）

### 遊戲人物設定
- （F&C FC01）

## 外部連結
- 貓巴士站（页面存档备份，存于）